# Alberto Salinas
Alberto César Salinas (Buenos Aires, 1º novembre 1932 – Buenos Aires, 27 novembre 2004) è stato un fumettista argentino.

## Carriera
Figlio di José Salinas, uno dei maggiori disegnatori di fumetti argentino, intraprende la carriera professionale all'età di vent'anni, nel 1952, creando la serie Capiango per il settimanale argentino Superhombre.
Negli anni settanta ed ottanta diviene collaboratore per l'italiana Eura Editoriale, disegnando per la testata Skorpio Continente nero e Legione straniera. In quegli anni, su testi di Robin Wood crea il personaggio di Dago, che rimane il suo più famoso.
É morto nel 2004, a causa di un incidente con un'arma da fuoco.

## Riconoscimenti
- Premio Yellow Kid al Salone Internazionale dei Comics (1997)